# Fabián Robles
Fabián Robles  (León de los Aldama, Guanajuato, Mexikó, 1974. április 16. –) mexikói színész.

## Élete és pályafutása
1974. április 16-án született León de los Aldamában. Édesapja Fernando Robles és testvére Julián szintén színészek. Felesége Josefina de Robles. Született egy fiuk: Juan Fernando.

## Telenovellák
- Que te perdone Dios (2015) .... Julio Acosta / Julián Acosta Montero
- La Malquerida (2014) .... Braulio Jiménez, El Rubio
- Por siempre mi amor (2013) .... Alexander
- Mentir para vivir (2013) .... Piero Verástegui
- Correo de inocentes (2011-2012) .... Paulino
- Megkövült szívek (La que no podía amar) (2011-2012) .... Efraín Ríos
- Riválisok, A csábítás földjén (Soy tu dueña) (2010) .... Dr. Felipe Santibáñez
- Mindörökké szerelem (Mañana es para siempre) (2009) ... Vladimir Piñeiro
- Pokolba a szépfiúkkal! (Al diablo con los guapos) (2007-2008) .... Rigoberto
- Muchachitas como tú (2007) .... Federico Cantú
- La verdad oculta (2006) .... Roberto Zárate
- A vadmacska új élete (Contra viento y marea) (2005) .... Jerónimo
- Apuesta por un amor (2004-2005) .... Álvaro Montaño
- Amy, la niña de la mochila azul (2004) .... Bruno Cervantes
- Clase 406 (2002-2003) .... Giovanni Ferrer Escudero
- Entre el amor y el odio (2002) .... José Alfredo Moreno
- Első szerelem (Primer amor a mil por hora) (2000-2001) .... Santiago García "La Iguana"
- Tres mujeres (1999-2000) .... Ángel Romero
- Amada enemiga (1997) .... Marcos
- La antorcha encendida (1996) .... José
- Te sigo amando (1996) .... Óscar
- Lazos de amor (1995-1996) .... Geno
- Bajo un mismo rostro (1995) .... Teo
- El vuelo del águila (1994) .... Porfirio Díaz (fiatal)

## Díjak és jelölések
TVyNovelas-díj
| Év   | Kategória                    | Telenovella         | Eredmény |
| ---- | ---------------------------- | ------------------- | -------- |
| 2015 | Legjobb férfi mellékszereplő | La Malquerida       | Jelölés  |
| 2008 | Legjobb férfi főgonosz       | Muchachitas como tú | Jelölés  |
| 2005 | Legjobb férfi főgonosz       | Apuesta por un amor | Nyertes  |
| 2001 | Legjobb férfi mellékszereplő | Első szerelem       | Jelölés  |